# In Your Blood
In Your Blood è il terzo album studio dei Cadaveria pubblicato nel 2007. È stato registrato e mixato, come i precedenti album, presso i Capt. Woofer Studios di Vercelli.
Nello stesso anno viene votato come miglior album Avantgarde metal dalla comunità virtuale di Metal Storm.
Da questo album sono stati tratti i video clip delle canzoni The Dream e Anagram.

## Tracce
1. 100.000 Faces – 3:01
2. The Dream – 4:15
3. Anagram – 2:44
4. Memento Audere Semper – 5:33
5. Laying in Black – 4:24
6. Queen of Forgotten – 4:57
7. Exorcism to Chaos – 4:17
8. Uneven Like Clouds – 4:15
9. Before the Apes Came – 4:47
10. Virtual Escape from Tragedy – 4:06
11. Atypical Suggestions by a Dead Artist – 3:33
12. Enlightened – 4:14

## Formazione
- Cadaveria - voce
- Frank Booth - chitarra
- Killer Bob (John) - basso
- Marcelo Santos (Flegias) - batteria